# Rajmund Hanke
Rajmund Emanuel Hanke (ur. 25 grudnia 1938 w Pawłowie, zm. 9 lipca 2012) – polski działacz kulturalny, społeczny i polityczny związany z Górnym Śląskiem, wiceprezydent Chorzowa (1975–1980), kierownik literacki Teatru Rozrywki w Chorzowie (1982–1985), twórca literatury i badacz śpiewactwa śląskiego, prezes katowickiego oddziału Polskiego Związku Chórów i Orkiestr.

## Życiorys
Ukończył studia z dziedziny pedagogiki pracy kulturalno-oświatowej w cieszyńskiej filii Uniwersytetu Śląskiego. Pracował jako bosman w Czechosłowackiej Żegludze po Łabie i Odrze, był także wiceprezesem Izby Rzemieślniczej w Katowicach. Zatrudniony na stanowiskach partyjnych (m.in. jako dyrektor Wydziału Ekonomicznego Wojewódzkiego Komitetu SD w Katowicach) oraz państwowych (od 1982 dyrektor Wydziału Kultury i Sztuki Urzędu Wojewódzkiego w Katowicach). W okresie 1975–1981 sprawował funkcję wiceprezydenta Chorzowa, był także kierownikiem literackim Teatru Rozrywki w Chorzowie (1982–1985) oraz dziennikarzem w „Polsce Zachodniej”. Na początku lat 90. był przewodniczącym Miejskiego Komitetu SD w Chorzowie.
Należał do Związku Literatów Polskich oraz Polskiego Związku Chórów i Orkiestr (pełnił m.in. obowiązki prezesa oddziału w Katowicach, a wcześniej również wiceprezesa Zarządu Głównego).
Był autorem licznych prac poświęconych dziejom Górnego Śląska, jednak przede wszystkim koncentrował się na badaniu dziejów Chorzowa oraz historii i teraźniejszości śpiewactwa górnośląskiego – był autorem licznych prac z tej dziedziny.
Uhonorowany w 2001 roku Śląską Nagrodą im. Juliusza Ligonia. W 2004 otrzymał Nagrodę im. Wojciecha Korfantego nadaną przez Związek Górnośląski, a w 2005 otrzymał Krzyż Oficerski Orderu Odrodzenia Polski i Brązowy Medal „Zasłużony Kulturze Gloria Artis”. Został nagrodzony tytułem Chorzowianina Roku 2008.

## Wybrane publikacje
- Poszukuję mego przyjaciela (zbiór opowiadań), „Iskry”, Warszawa 1969
- Kartki z historii chorzowskiej organizacji Stronnictwa Demokratycznego, Wydawnictwo „Epoka”, Warszawa 1974
- Wielkie dni łotrów (zbiór opowiadań science-fiction), „Iskry” (seria Fantastyka-Przygoda), Warszawa 1980 ISBN 83-207-0241-0
- Polska droga Chorzowa: opowieści z dziejów Chorzowa, Stowarzyszenie Miłośników Chorzowa im. Juliusza Ligonia, Wydział Kultury i Sztuki Urzędu Miejskiego, Chorzów 1988
- Śląsk śpiewa: dzieje polskiego śpiewactwa Górnego Śląska, Muzeum Śląskie w Katowicach, Katowice 1991
- Silesia cantat: dzieje polskiego śpiewactwa kościelnego na Śląsku, Muzeum Śląskie, Katowice 1996
- Słownik polskiego śpiewactwa Górnego Śląska od Wiosny Ludów do przełomu tysiącleci, Śląska Biblioteka Muzyczna, Katowice 2001. ISBN 83-907243-3-2